# Den amerikanska flickan
Den amerikanska flickan är en roman av den finländska författaren Monika Fagerholm. Den är utgiven på Albert Bonniers Förlag 2005. Den är inte illustrerad och har 489 sidor. Boken renderade Fagerholm Augustpriset för årets svenska skönlitterära bok år 2005.

### Fotnoter
1. ↑  ”Den amerikanska flickan” (på engelska). Worldcat. 11 mars 2005. http://www.worldcat.org/title/-amerikanska-flickan/oclc/474769179?ht=edition&referer=br. Läst 14 december 2014.